# Ely Barbosa
Ely Rubens Barbosa, mais conhecido como Ely Barbosa (Vera Cruz, 1939 — São Paulo, 19 de janeiro de 2007), foi um autor de histórias em quadrinhos e publicitário brasileiro.

## Biografia
Nos anos 1960 integrou, ao lado de Mauricio de Sousa, Daniel Messias, Júlio Shimamoto e Gedeone Malagola, a Associação dos Desenhistas de São Paulo (ADESP). Uma das bandeiras da ADESP era a reserva de mercado dos quadrinhos.
Foi o autor do comercial da empresa especializada em controle de pragas DDDrin, exibido na década de 1970. A peça exibia uma animação de baratas. De 1987 até 1992 foram publicadas pela Editora Abril revistas em quadrinhos de personagens criados por Ely Barbosa: Fofura, Patrícia e O Gordo. Os bonecos Anjinha e Capetinha, pertencentes ao programa Oradukapeta, apresentado nos anos 1980 por Sérgio Mallandro, foram da criação de Ely Barbosa. Isso podia ser notado facilmente, devido à vasta semelhança dos citados bonecos com os outros personagens criados pelo autor.
Além dos personagens próprios, Barbosa fez também revistas em quadrinhos dos Trapalhões para a Bloch Editores e da Hanna-Barbera para a Rio Gráfica Editora. Em 1983 criou e produziu com a Rede Bandeirantes as séries televisivas TV Tutti Fruti e Boa Noite, Amiguinhos, ambas com bonecos animados. Na década seguinte produziu com a Diana Produtora Independente a série Fofura na TV.
Era irmão do autor de novelas Benedito Ruy Barbosa e pai da atriz Mareliz Rodrigues, que participou de novelas de Benedito, como Cabocla. Morreu em 19 de janeiro de 2007, vítima do mal de Parkinson.